# Hossein Assadi
Hossein Assadi (pers. حسین اسدی; ur. 1997) – irański zapaśnik walczący w stylu klasycznym. Brązowy medalista mistrzostw Azji w 2020 i 2021. Mistrz wojskowych MŚ z 2021. Wicemistrz Azji juniorów w 2013 roku.